# Pobre, pero honrada
Pobre, pero honrada es una película de comedia mexicana de 1973, dirigida por Fernando Cortés y protagonizada por María Elena Velasco «La India María», Fernando Soler y Norma Lazareno.

## Reparto
- María Elena Velasco como La India María
- Fernando Soler como Don Abundio
- Norma Lazareno como Marcela
- Ángel Garasa como Padre Bonifacio
- Adalberto Rodriguez como Lencho
- José Ángel Espinoza como Chimino
- Raúl Meraz como Ayundante de don Abundio
- Héctor Herrera
- Julián de Meriche como el Doctor Villegas
- Alicia del Lago como la enamorada de don Abundio
- Armando Arriola como Viejito
- Elena Contla como la criada de don Abundio
- Jorge Fegán
- Jaime Manterola
- Alfonso Zayas como Borracho
- Patricia Olmos
- Pura Vargas
- Manuel Dondé
- Armando Acosta
- Fernando Cortés
- José Luis Jiménez